# Vimmerby Tidning
Vimmerby Tidning är en borgerlig dagstidning som ges ut i Vimmerby i Kalmar län. Den grundades år 1856. Tidningen definierar sig som en "nyhets- och annonstidning för norra Kalmar län". Den läses huvudsakligen i Vimmerby och Hultsfreds kommuner. 
Tidningen var även författarinnan Astrid Lindgrens första arbetsplats.
En känd, mångårig chefredaktör var Reinhold Blomberg. Chefredaktör sedan 2024 är Jenn Hultberg. Det är en tredagarstidning sedan 2024, efter att mellan 1948 och 2024 varit en sexdagarstidning.

## Historik
Grundad 1856 med Kinda-Posten som avläggare sedan 1894, sexdagarstidning sedan 1948. Vimmerby Tidning köptes 1939 av en ekonomisk förening av bondeförbundare på initiativ av Ingmar Karlsson (1911–93), som hade ledande poster i Vimmerby Tidning till sin död och i hög grad påverkade tidningens politiska profil. Tidningen var författarinnan Astrid Lindgrens första arbetsplats.
En känd, mångårig chefredaktör var Reinhold Blomberg. Ingmar Karlsson efterträddes successivt av sonen Bengt Ingmarsson (född 1943). Vimmerby Tidning köpte 1984 Ölandsbladet och 1995 Växjöbladet och Kalmar Läns Tidning. Chefredaktör sedan år 2024 är Jenn Hultberg.
2018 såldes Vimmerby Tidning till Norrköpings Tidningar Media (NTM-koncernen).